# Yoga

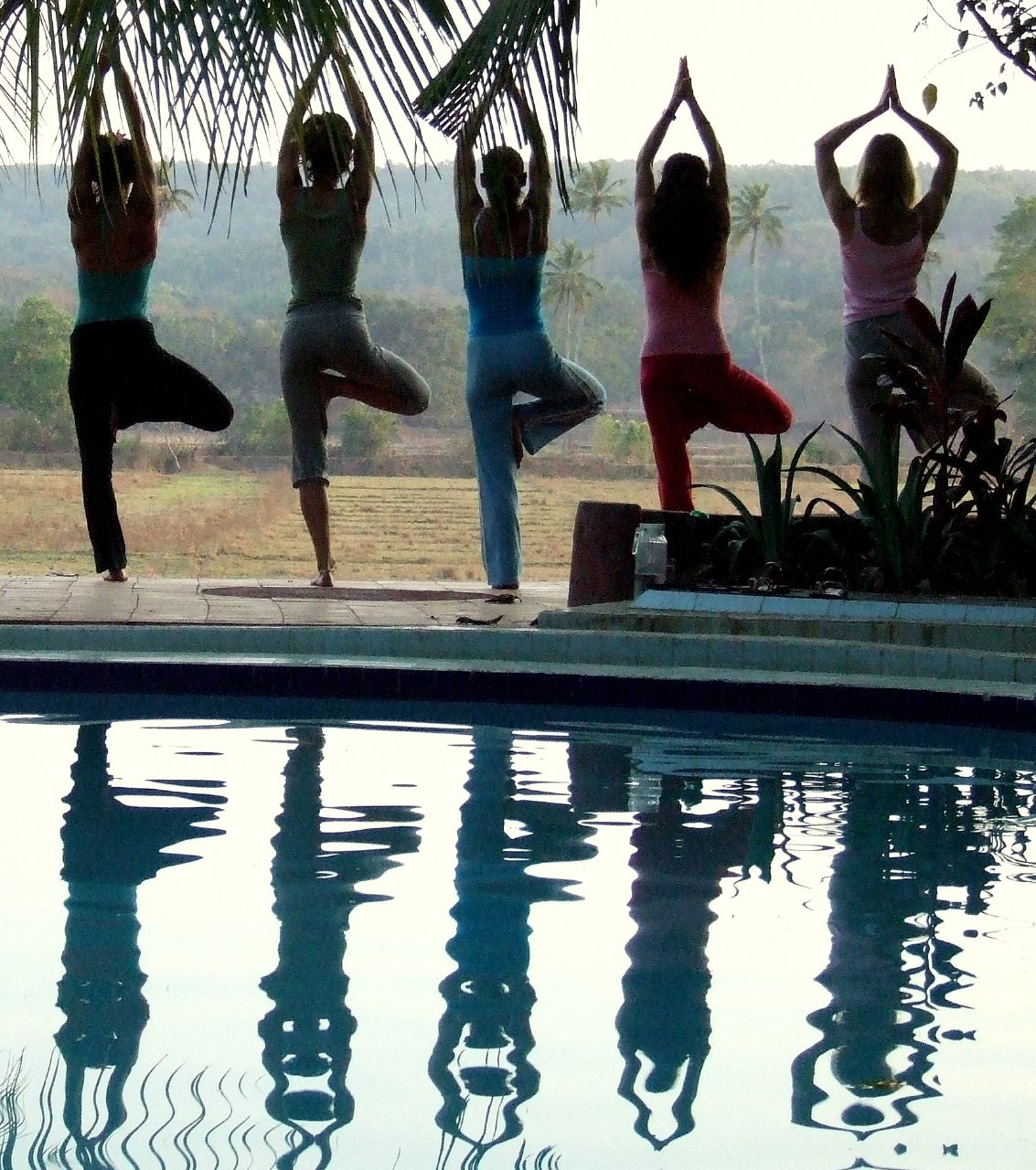
Một nhóm tập yoga

Yoga (sa. yoga), hay còn gọi là Du-già (zh. 瑜伽), là một họ các phương pháp luyện tâm và luyện thân cổ xưa bắt nguồn từ Ấn Độ. Các nhà nghiên cứu cho rằng, thế giới tâm linh của Ấn Độ được phổ biến chính qua khái niệm Yoga này. Người nam luyện Yoga được gọi là (Du-già) Hành giả (sa. yogin), người nữ là Nữ hành giả (sa. yoginī). Có lúc ta cũng thấy cách gọi Du-già sư, Du-già tăng.

## Từ nguyên
Yoga - được phiên âm Du-già ở đây - là một danh từ nam tính được diễn sinh từ gốc động từ √yuj tiếng Phạn. Từ điển Phạn-Anh của Monier-Williams cho những nghĩa chính như sau:
"...to yoke or join or fasten or harness (horses or a chariot) RV. &c. &c ✧ to make ready, prepare, arrange, fit out, set to work, use, employ, apply ib. ✧.... ✧ to turn or direct or fix or concentrate (the mind, thoughts &c.) upon (loc.) TS. &c. &c ✧ (P. Ā.) to concentrate the mind in order to obtain union with the Universal Spirit, be absorbed in meditation (also with yogam) MaitrUp. Bhag. &c ✧ to recollect, recall MBh. ✧ to join, unite, connect, add, bring together RV. &c. &c. (Ā. to be attached, cleave to Hariv.)..."
Như thế, thuật ngữ Yoga có nghĩa là đặt mình dưới một cái ách, điều ngự, cột thắt lại, chuẩn bị, chuyên chú. Trong các hệ thống học phái Yoga thì thuật ngữ này chỉ đến hai nhánh tu học luyện thân và luyện tâm, giúp hành giả nâng cao năng lực thân tâm cũng như những hoạt động của chúng trong chính mình, điều hoà chúng để rồi có thể tiến đến cấp bậc toàn hảo tâm linh. Tu luyện Yoga thân thể được gọi là Hatha yoga (Khống chế du-già, zh. 控制瑜伽, sa. haṭhayoga), tu luyện Yoga tâm thức là Raja yoga (Hoàng giả du-già, zh. 皇者瑜伽, sa. rājayoga), nghĩa là "phép Yoga của một ông vua" (rāja).
Thuật ngữ Yoga rất cổ. Trong những bộ Áo nghĩa thư (zh. 奧義書, sa. upaniṣad) quan trọng nhất người ta tìm thấy các miêu tả phương pháp tập trung và thiền định (Kaṭha-upaniṣad 1,3,13; 3,3,10.). Áo nghĩa thư Śvetāśvatara (sa. Śvetāśvatara-Upaniṣad, 2,8-15) ghi rõ nguyên tắc thực hành Yoga: Tư thế thân, điều chế các giác quan và tâm thức, cách điều vận hơi thở v.v... Áo nghĩa thư Maitrī (sa. Maitrī-Upaniṣad) 6,18 nói về Yoga với sáu thành phần (Lục chi du-già 六支瑜伽, sa. ṣaḍaṅgayoga):
1. Điều tức (zh. 調息, sa. prāṇāyāma), là điều chế hơi thở ra vào.
2. Chế cảm (zh. 制感, sa. pratyāhāra), thâu tóm các giác quan lại cũng như không để ý vào những đối tượng của chúng.
3. Tĩnh lự (zh. 靜慮, sa. dhyāna), là thiền.
4. Chấp trì (zh. 執持, sa. dhāraṇa), dán tâm vào một nơi, không cho tán loạn.
5. Tầm tư (zh. 尋思, sa. tarka), tư duy tìm hiểu.
6. Tam-ma-địa (zh. 三摩地, sa. samādhi), tâm an định, đạt định.

Cũng trong Áo nghĩa thư này, người ta tìm thấy định nghĩa Yoga là "kết hợp" (6,26):
"Vì qua đó mà người ta có thể kết hợp hơi thở, âm tiết OM ॐ và toàn thế giới với tất cả những hiện dạng của nó nên được gọi là Yoga".
Không chỉ những truyền thống Hindu giáo chính thống, mà ngay những truyền thống được xem là bên ngoài cũng thực hiện Yoga. Ví dụ như các Thánh nhân trong Jaina giáo được xem là những vị am tường phép Yoga. Ngay Phật Thích Ca cũng thực hành Yoga và kinh điển đạo Phật thường nhắc đến các phương pháp tập trung lắng đọng tâm thức cũng như miêu tả các trạng thái thiền định. Một trong hai trường phái lớn của đạo Phật Đại thừa là Duy thức tông cũng có tên khác là Du-già hành phái (zh. 瑜伽行派, sa. yogācāra), chính vì các đại biểu trường phái này đặc biệt chú tâm đến việc thực hành Yoga.

## Hệ thống Yoga cổ điển theo kinh Du-già
Hệ thống Yoga cổ điển như một phái triết học được Ba-đan-xà-lê (zh. 巴丹闍梨, sa. patañjali, tiểu sử không rõ, có thể sống thế kỉ 2/3 trước CN hoặc thứ 5 sau CN), tác giả của bộ Du-già kinh (zh. 瑜伽經, sa. yogasūtra) khai sáng. Trong hệ thống này, Yoga kết hợp chặt chẽ với Triết học số luận (zh. 數論, sa. sāṃkhya) đến mức người ta xem Yoga và Số luận gần như là một hệ thống với Yoga đại diện khía cạnh thực hành và Số luận đại diện phần lý thuyết. Yoga hấp thụ phần triết học siêu hình của Số luận. Tuy nhiên, người ta tìm thấy hai điểm khác biệt nổi bật giữa hai hệ thống này: phái Số luận thuộc hệ thống vô thần trong khi hệ thống Yoga thừa nhận một đấng Tự Tại (sa. īśvara). Theo Số luận thì chỉ nhận thức siêu việt mới chính là con đường dẫn đến giải thoát. Đối với hai hệ thống này thì Phú-lâu-sa (zh. 富樓沙, sa. puruṣa), tâm thức siêu việt trường tồn và bản tính (zh. 本性, sa. prakṛti, Du-già kinh 1,24-27) là hai nguyên lý tối cao. Phú-lâu-sa, khi phản chiếu trong tâm thức (sa. citta) con người chính là tiểu ngã hoặc linh hồn (sa. jīva) hiển hiện trong thế giới hiện tượng, lăn trôi trong vòng sinh tử. Khi tâm thức con người được an tĩnh, không còn sự phản chiếu nữa thì khi ấy, nó nhận thức được bản tính uyên nguyên của nó và đạt giải thoát. Con đường dẫn đến mục đích này chính là Yoga.
Trong câu kệ thứ hai của Du-già kinh Ba-đan-xà-lê định nghĩa Yoga (Du-già) như sau:
yogaś cittavṛttinirodhaḥ
Yoga là sự chế ngự (nirodha) những hoạt động của tâm thức (cittavṛtti).
Tâm thức có năm hoạt động, đó là:
1. Chân lượng (sa. pramāṇa, xem thêm Lượng), tức là nhận thức, ước lượng chân chính.
2. Đảo kiến (sa. viparyaya), là kiến giải, nhận thức điên đảo
3. Vọng tưởng (sa. vikalpa), tưởng tượng.
4. Miên (sa. nidrā), là giấc ngủ
5. Niệm (sa. smṛti), là trí nhớ.

Năm hoạt động tâm thức trên có thể gây phiền não (sa. kliṣṭa) hoặc không gây phiền não (sa. akliṣṭa, 1,5). Những hoạt động tâm thức gây phiền não lập cơ sở cho việc thu thập và gia tăng nghiệp chướng, trói buộc tâm thức. Có năm hoạt động tâm thức gây phiền não, đó là:
1. Vô minh (sa. avidyā).
2. Vị kỉ (sa. asmitā), chỉ biết đến mình.
3. Tham ái (sa. rāga)
4. Sân (sa. dveṣa), sân hận.
5. Hữu ái (sa. abhiniveśa), khát vọng tồn tại.

Những hoạt động gây phiền não bên trên có thể được diệt trừ bằng tâm thức tinh tiến (sa. abhyāsa) và vô tham (sa. vairāgya). Quá trình dài dẳng và gian nan này chính là Yoga và theo Ba-đan-xà-lê, nó bao gồm tám cấp bậc.

### Tám cấp của Yoga cổ điển
Ba-đan-xà-lê miêu tả tám cấp của Yoga (sa. aṣṭāṅgayoga) với những điểm đặc thù của nó. Hai cấp đầu tương quan đến việc tu trì giới luật, ba cấp kế đến tương quan đến việc tu tập thân thể và ba cấp cuối hướng dẫn trau dồi tâm thức.
1. Chế giới (zh. 制戒, sa. yama, YS 2,30), được hiểu là sự tự kiểm soát trong mọi hành động, bao gồm bất sát sinh (sa. ahiṃsā), chân thật (sa. satya), không trộm cắp (sa. asteya), Phạm hạnh (sa. brahmacaryā, ở đây là tuyệt dục) và không giữ vật sở hữu (sa. aparigraha)
2. Nội chế (zh. 內制, sa. niyama), bao hàm sự thanh tịnh (sa. śauca) trong ba cửa ải thân, khẩu và ý, tâm thức hoan hỉ (sa. saṃtoṣa), khổ hạnh (sa. tapas), sự tu học (sa. svādhyāya) thánh điển với khả năng dẫn đến giải thoát và lặp đi lặp lại âm tiết OṂ ॐ, quy y đấng Tự Tại (sa. īśvarapraṇidhāna), hiến dâng tất cả cho đấng tối cao.
Hai cấp Chế giới và Nội chế bên trên giúp hành giả tạo sự hoà hợp ở bản thân và dung hoà mối quan hệ giữa cá nhân và xã hội, của con người và vạn vật xung quanh. Để đạt được sự an nhiên tâm thức lâu dài thì Ba-đan-xà-lê cũng khuyên hành giả trau dồi những đức tính quan trọng khác như Từ, bi, hỉ và xả (tứ vô lượng tâm). Từ là tình thương bao trùm vạn vật, bi là tâm đồng cảm với chúng sinh, hỉ là niềm vui cùng người khác và xả là tâm thức không dao động trước khổ lạc, vinh nhục v.v... (1,33).
3. Toạ pháp (zh. 坐法, sa. āsana) là phép ngồi vững chắc và dễ chịu (2,46). Tư thế ngồi vững chắc và dễ chịu được đạt qua tâm thư giãn tuyệt đối, qua tâm vô thức về các cặp đối đãi như nóng lạnh, khổ lạc v.v... và qua sự quán chiếu cái tuyệt đối vô biên (2,47).
4. Điều tức (zh. 調息, sa. prāṇāyāma) là sự điều chế hơi thở ra vào, được định nghĩa là sự tách li hơi thở vào và thở ra (2,49). Việc điều chế hơi thở này chính là nguyên nhân làm cho tâm thức được tuần phục.
5. Chế cảm (zh. 制感, sa. pratyāhāra) có nghĩa là rút những giác quan ra khỏi những đối tượng của chúng. Sự kiểm soát toàn hảo này chỉ có thể được thực hiện khi tâm thức đã được điều phục (2,54).
6. Chấp trì (zh. 執持, sa. dhāraṇa) là sự tập trung tâm thức vào một chỗ nhất định, rất cần thiết cho việc điều chế tâm thức, vốn có bản chất tán loạn, hồi hộp không yên. Những điểm tập trung được nhắc đến là xa luân (sa. cakra) ở khu vực tim, chóp mũi, đầu lưỡi v.v... Một đối tượng bên ngoài, ví như một bức tượng của một Thần thể cũng có thể được dùng làm điểm tập trung (3,1).
7. Tĩnh lự (zh. 靜慮, sa. dhyāna): Dòng tâm thức tương tục được gán vào đối tượng một cách tự nhiên, không bị một hoạt động tâm thức nào khác quấy nhiễu (3,2).
8. Tam-ma-địa (zh. 三摩地, sa. samādhi) là đỉnh điểm của quá trình thiền định. Nhờ sự trình hiện chân thật của bản chất đối tượng mà hành giả đang quán chiếu, hành giả siêu việt ngay cả sự nhận thức đối tượng (3,3).

### Quyền năng siêu nhiên
Trong lúc tu luyện ba cấp 6-8 thì hành giả có thể chứng nghiệm một vài năng lực siêu nhiên (sa. vibhūti), ví như biết được quá khứ vị lai, biết kiếp sống trước của mình, hiểu tiếng nói của chúng sinh (3,16). Tuy nhiên, Ba-đan-xà-lê cũng nói thêm là những năng lực siêu nhiên này có thể là chướng ngại trên con đường tu tập (3,36). Nếu hành giả tiến bước mà không để những năng lực này chi phối thì sẽ đạt đỉnh điểm của quá trình tu học, là Tam-ma-địa.

### Hai dạng Tam-ma-địa
Có hai dạng Tam-ma-địa (1,44):
1. Trong Tam-ma-địa có tư duy chủ động (Hữu tầm/Hữu tứ tam-ma-địa, sa. savitarkasamādhi, savicārasamādhi) thì tâm thức của hành giả vẫn còn hoạt động mặc dù ông ta đã bị thu hút hoàn toàn bởi sự chuyên chú vào đối tượng đã chọn (1,42,45).
2. Trong Tam-ma-địa không còn tư duy (sa. nirvitarkasamādhi, nirvicārasamādhi) thì sự nhận thức đối tượng tham quán tự huỷ hoàn toàn và tâm thức của hành giả cũng ngừng hoạt động. Tâm thức tan biến (1,43,47-51). Chỉ còn Phú-lâu-sa (sa. puruṣa) nội tại với kinh nghiệm độc tồn (sa. kaivalya) tuyệt đối.

## Yoga trong Chí Tôn ca
Chí Tôn ca (sa. bhagavadgītā) ghi rõ mối quan hệ với phái Số luận và ảnh hưởng của phái này đến Chí Tôn ca cũng là những điểm đáng chú ý (Chí Tôn ca 2,39, 3,3.42). Tuy nhiên, Chí Tôn ca mở rộng phạm vi Yoga, cho rằng tất cả những nỗ lực thành tựu mục đích tâm linh đều là Yoga. Trong mối quan hệ này, Chí Tôn ca nhắc đến ba loại Yoga: 
1. Yoga nghiệp (sa. karmayoga), luyện Yoga qua những hoạt động hằng ngày.
2. Yoga tín ngưỡng (sa. bhaktiyoga), tu tập qua niềm tin vững chắc.
3. Yoga trí (sa. jñānayoga), dùng trí huệ làm phương tiện.

Chí Tôn ca định nghĩa Yoga là bình thản làm tròn bổn phận của mình sau khi dứt bỏ mọi ý nghĩ về thắng hay bại (2,48), là sự khéo léo khi hành động (2,50). Chương 6 nói về cách cư xử của một hành giả từ nhiều khía cạnh khác nhau. Hành giả luôn luôn hài lòng, tự chủ và không dao động trước những việc xảy ra với chính mình.

## Yoga và Mật giáo
Một dạng Yoga khác với tên Laya-yoga được phát triển trong các hệ thống Mật giáo. Với khái niệm rằng, năng lực tâm linh của con người nằm co lại như một con rắn lửa (sa. kuṇḍalinī) ở dưới cột xương sống của mỗi người, hệ phái này đưa ra những phép tu luyện để đánh thức năng lực. Qua quá trình tu tập, con rắn này vươn lên, đi qua sáu luân xa (sa. cakra), nôm na là "bánh xe" nằm ở cột sống, đến xa luân thứ 7 nằm trên đỉnh đầu, là hoa sen 1000 cánh (sa. sahasrāha), được xem là trú xứ của Thấp-bà (sa. śiva). Hành giả hoà nhập với Thấp-bà, đạt Tam-ma-địa, phát triển trọn vẹn năng lực tâm linh và đạt giải thoát.

## Hình ảnh

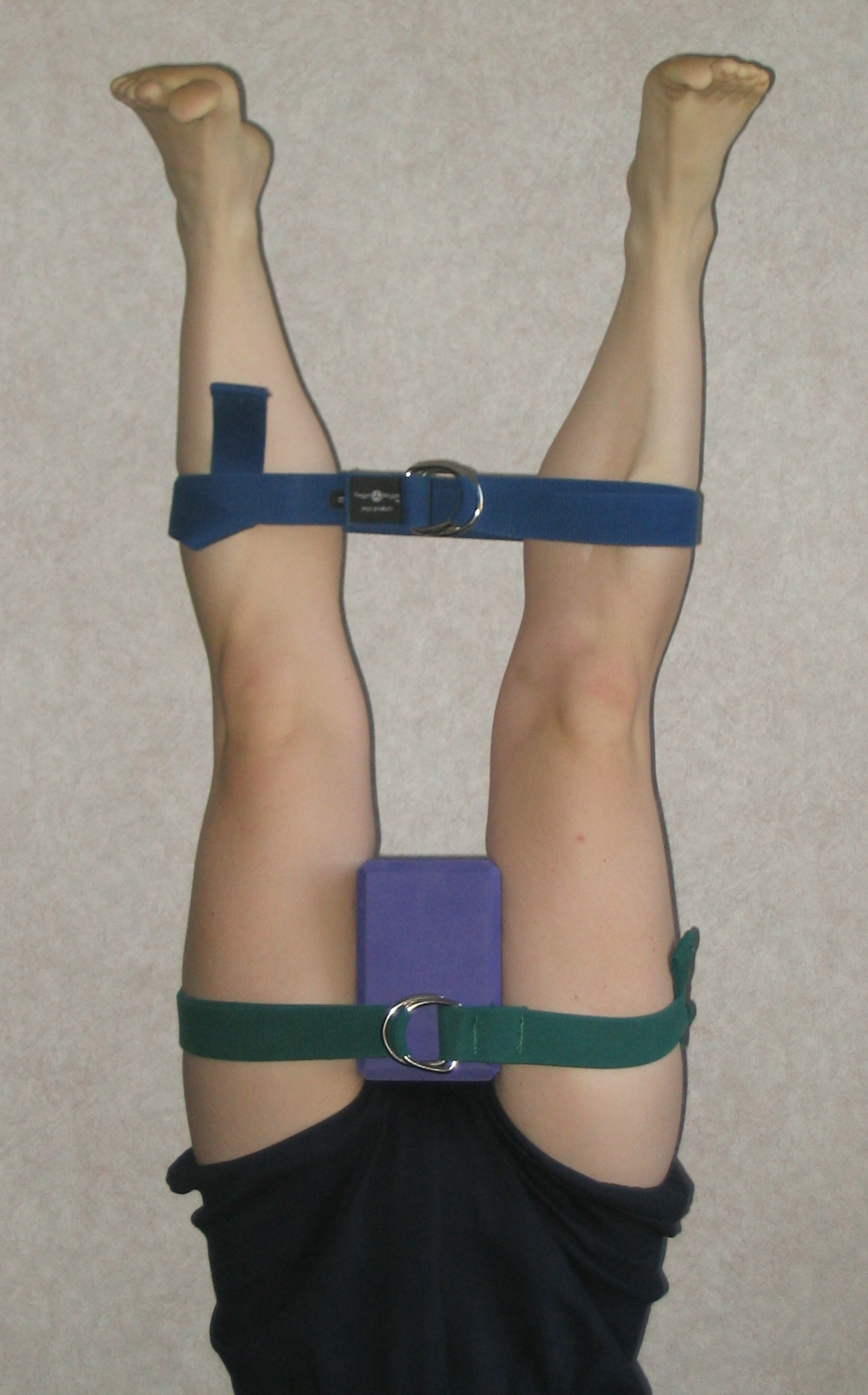
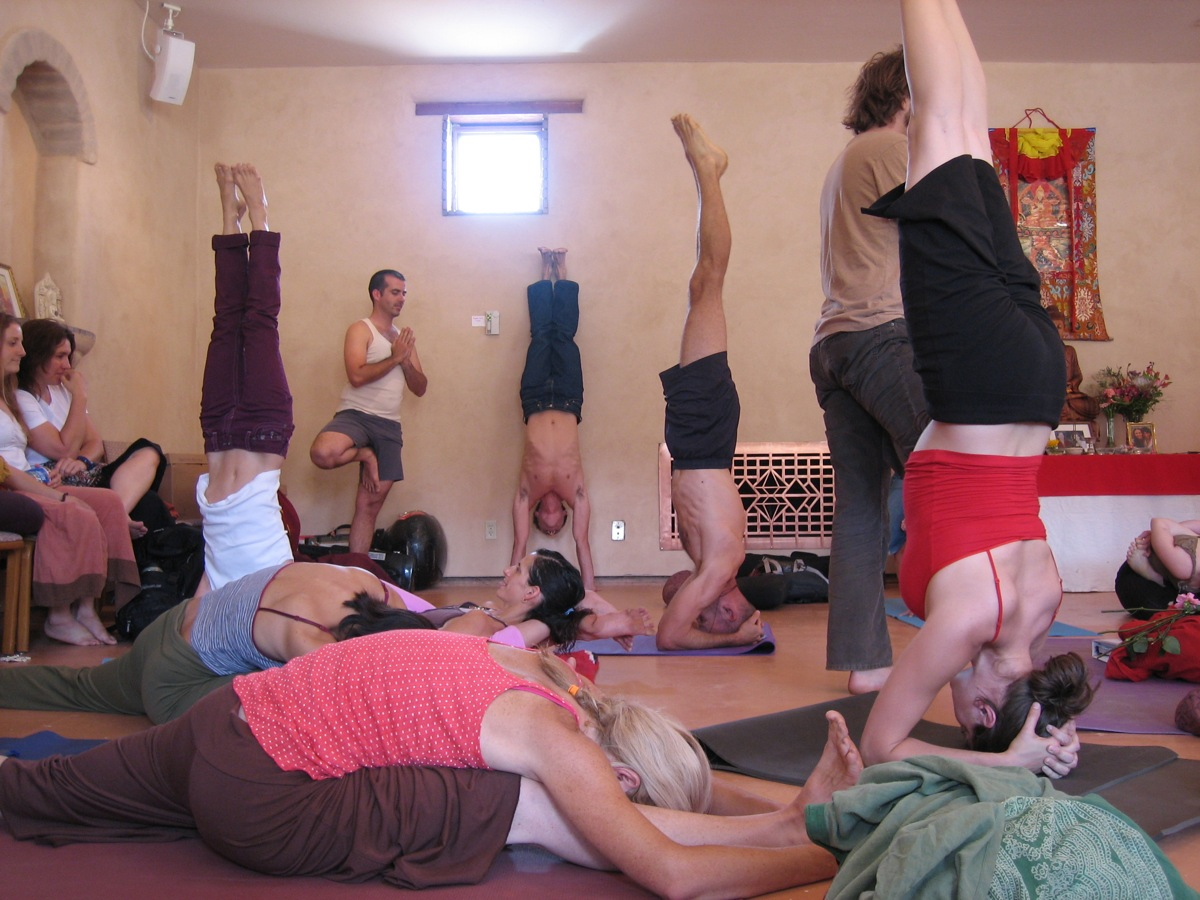
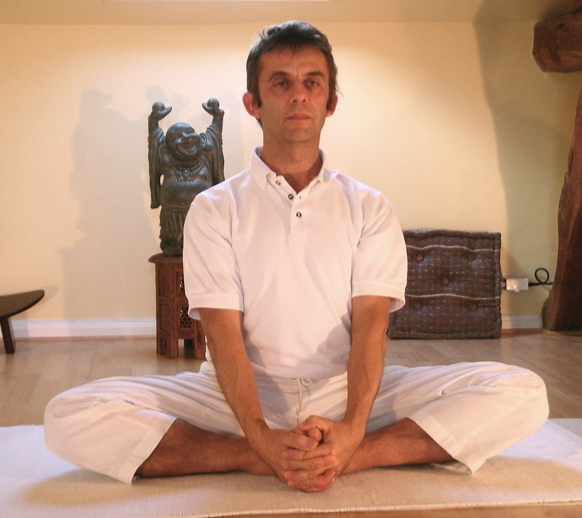
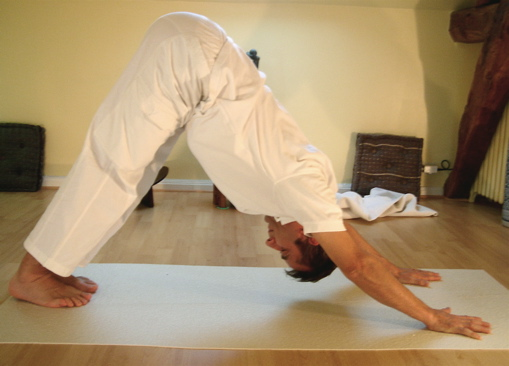
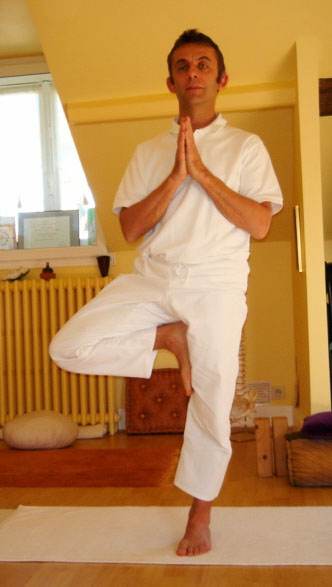
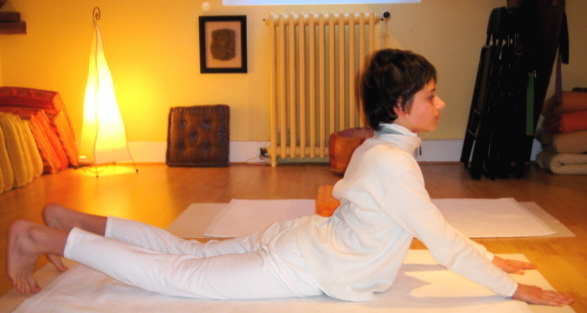
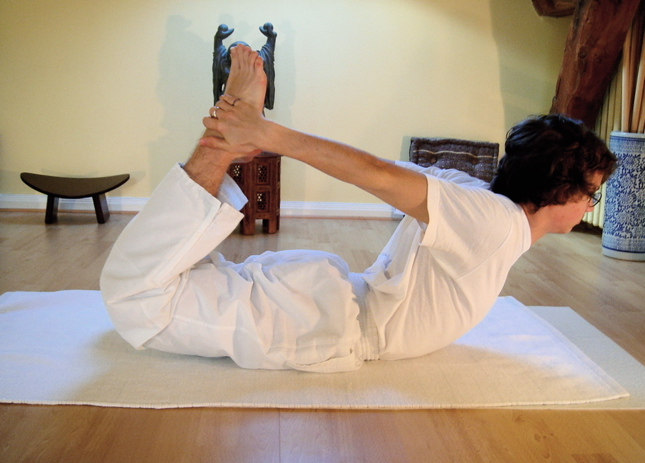
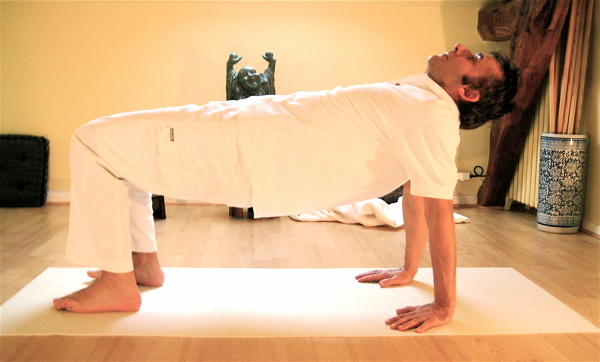
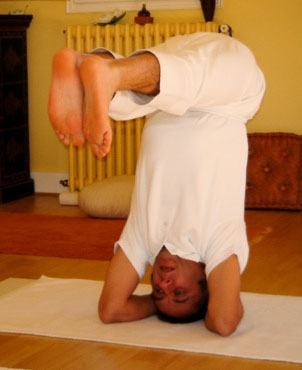
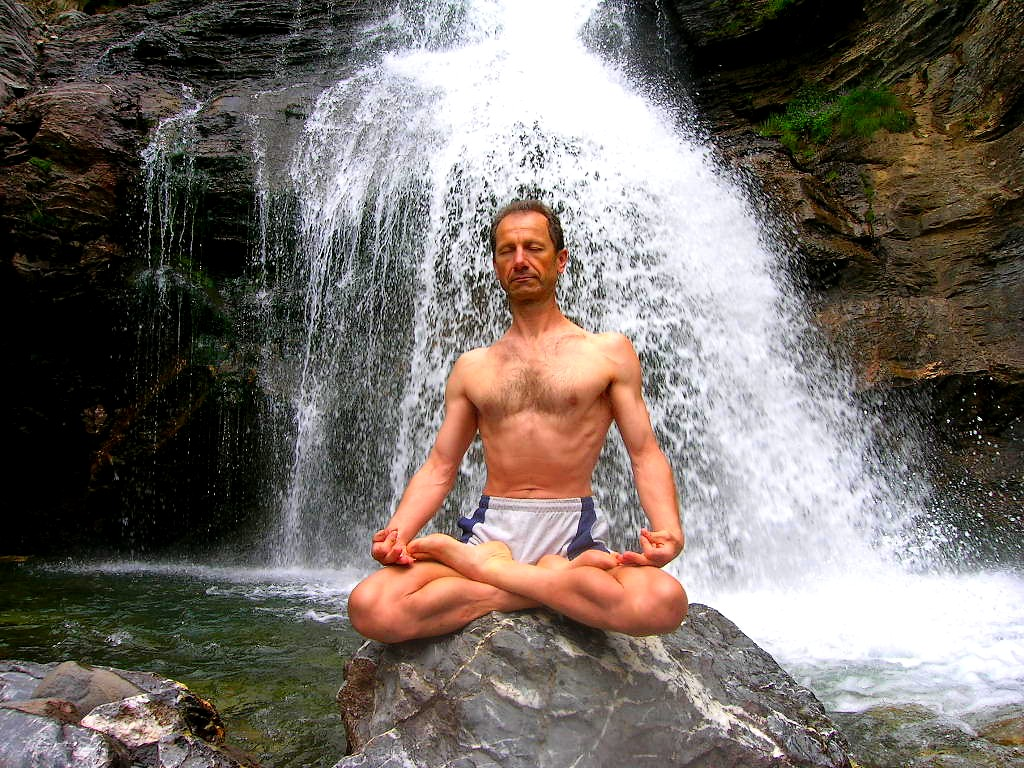
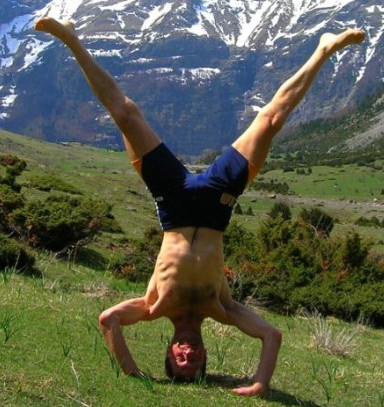
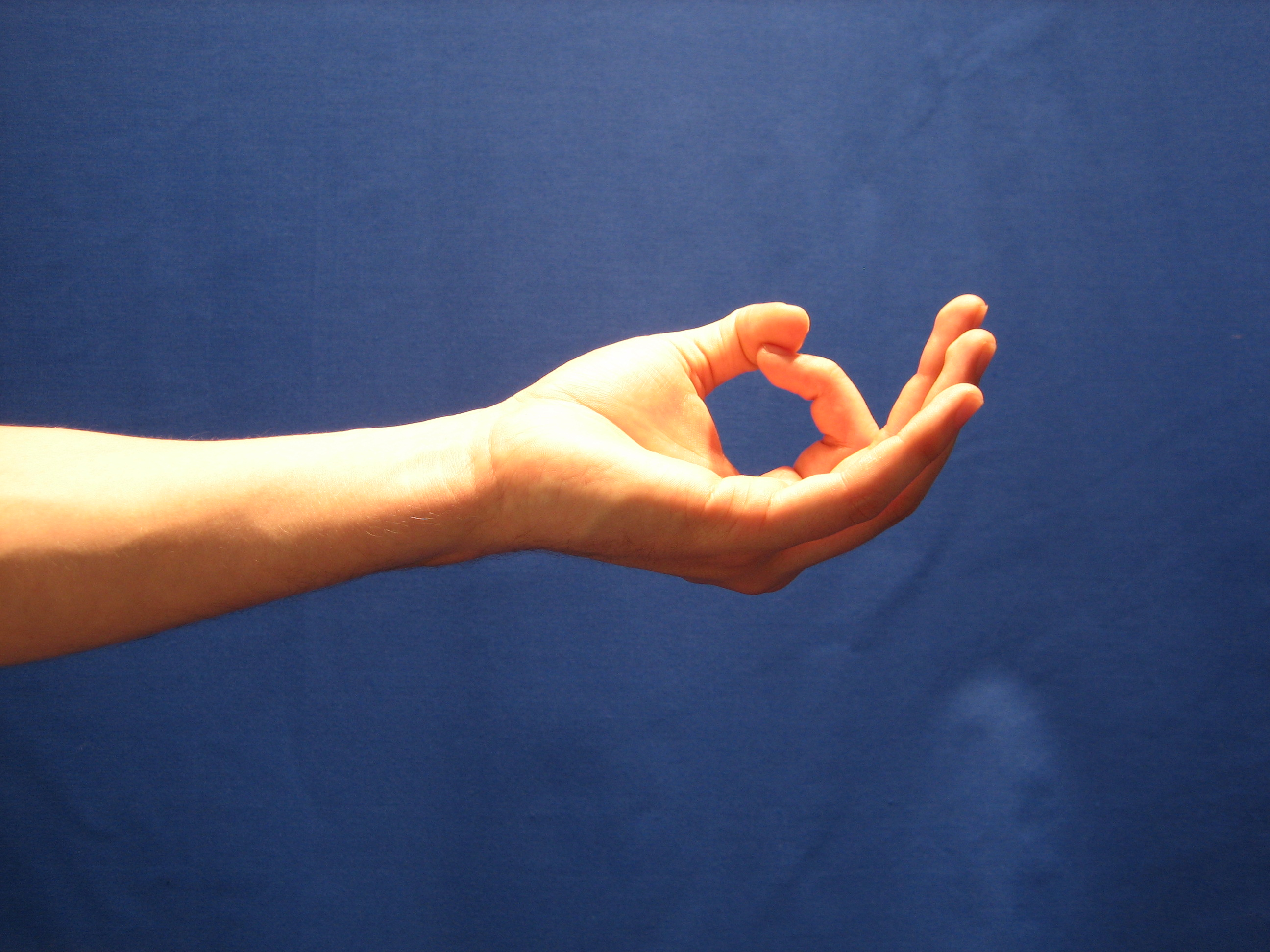
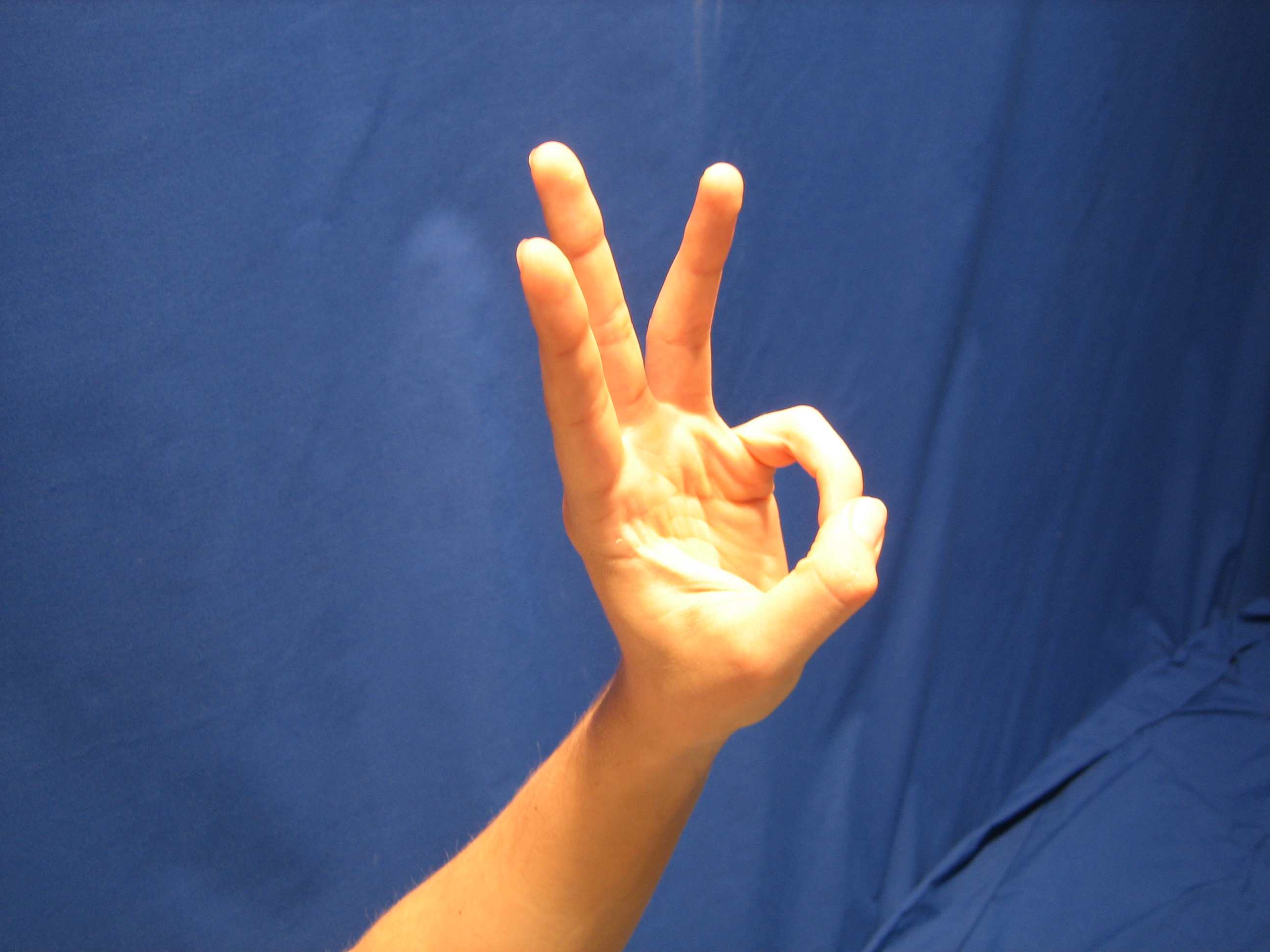
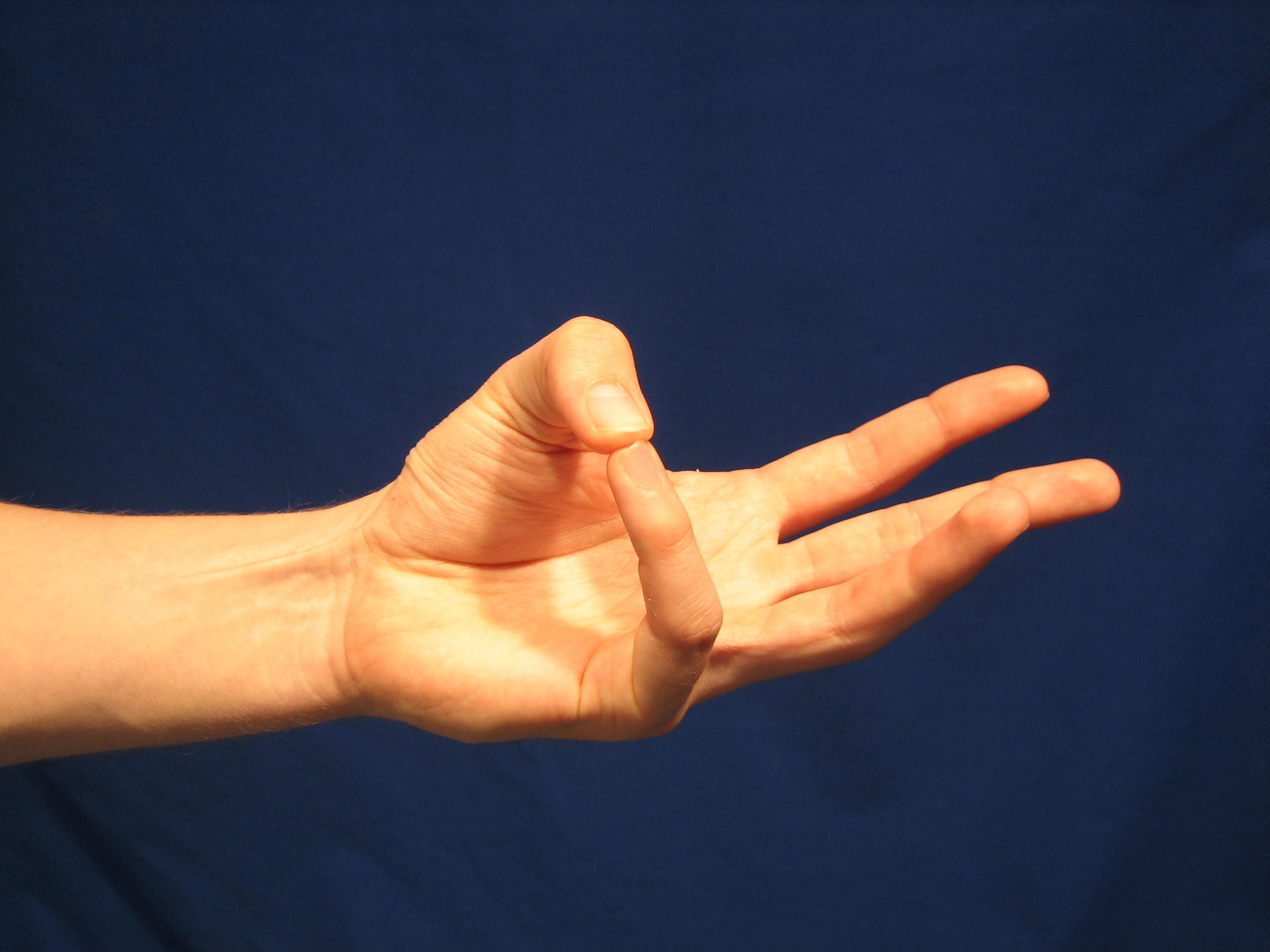
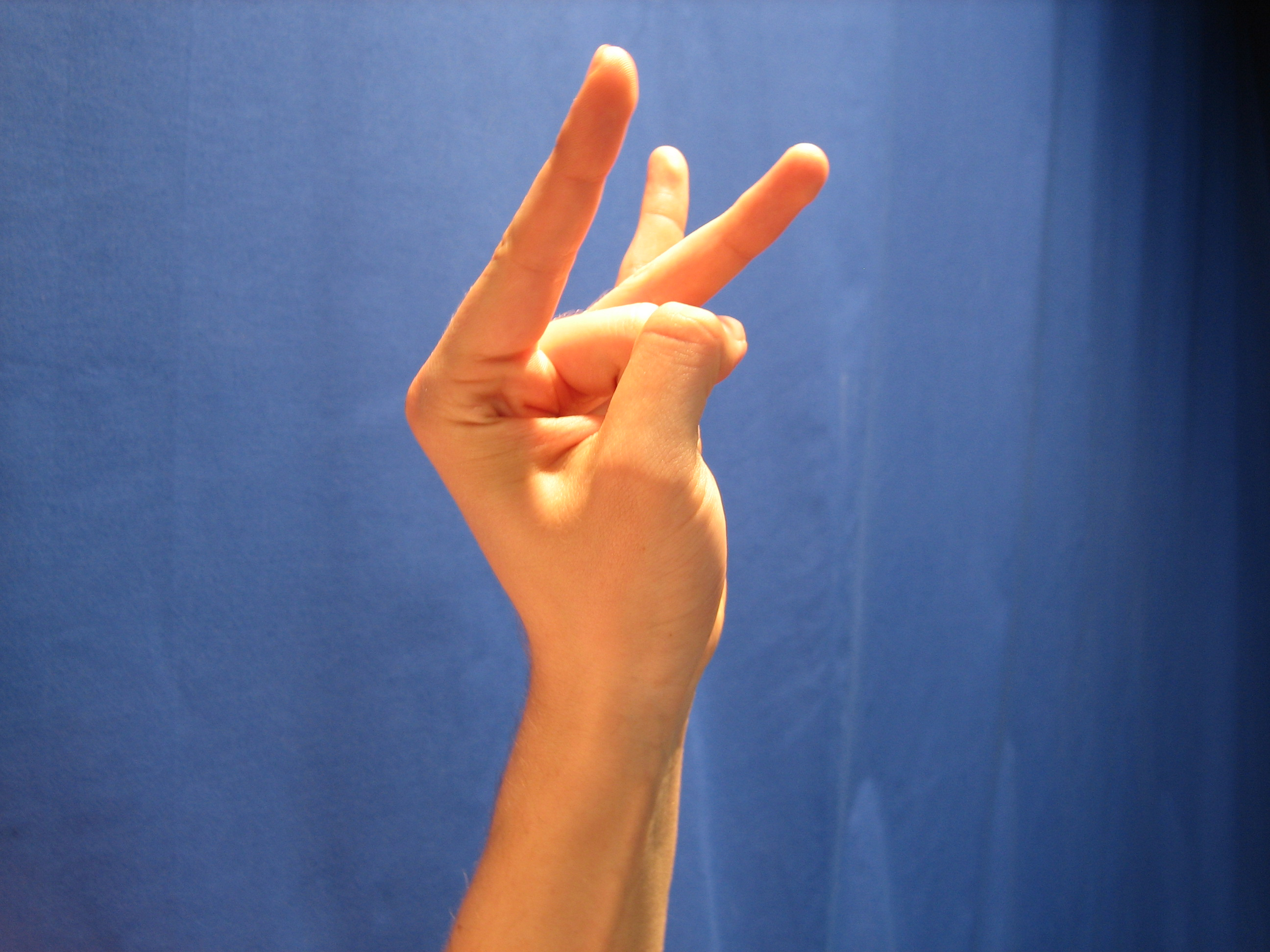